# Anfiteatro del Centro Sambil Caracas
El Anfiteatro del Centro Sambil Caracas es un espacio al aire libre donde se presentan diversas actividades artísticas, teatrales, culturales, exposiciones, concursos, espectáculos públicos y conciertos localizado en el Municipio Chacao al este del Distrito Metropolitano de Caracas, en el estado Miranda, al norte del país suramericano de Venezuela.
Fue establecido en 1998 como parte del complejo del Centro Sambil de la ciudad de Caracas. En el 2011 las actividades en el anfiteatro fueron cuestionadas por el gobierno municipal de Chacao, debido a las ordenanzas relativas al control del ruido.

## Conciertos
| País                                       | Artista                  | Año       |
| ------------------------------------------ | ------------------------ | --------- |
| Bandera de Estados Unidos                  | Dee Palmer               | 2000      |
| Bandera de Inglaterra                      | Peter Hammill            | 2000      |
| Bandera del Reino Unido                    | Ian Anderson             | 2000-2011 |
| Bandera del Reino Unido                    | Rick Wakeman             | 2001      |
| Bandera del Reino Unido                    | Fish                     | 2001      |
| Bandera de Estados Unidos                  | Bim Skala Bim            | 2001      |
| Bandera de España                          | Barón Rojo (banda)       | 2001      |
| Bandera de México                          | Zurdok                   | 2002      |
| Bandera de México                          | Plastilina Mosh          | 2004      |
| Bandera de Japón                           | Juju (singer)            | 2004      |
| Bandera de Canadá                          | Bryan Adams              | 2006      |
| Bandera de Argentina                       | Gustavo Cerati           | 2006      |
| Bandera de Portugal                        | Madredeus                | 2006      |
| Bandera del Reino Unido                    | Deep Purple              | 2008      |
| Bandera de México                          | Panda (banda)            | 2008      |
| Bandera de Estados Unidos                  | Joe Satriani             | 2008-2012 |
| Bandera del Reino Unido                    | Boy George               | 2008      |
| Bandera de México                          | Julieta Venegas          | 2008-2013 |
| Bandera de Estados Unidos                  | Collective Soul          | 2008      |
| Bandera de España                          | El Canto del Loco        | 2008      |
| Bandera del Reino Unido                    | Roger Hodgson            | 2008-2010 |
| Bandera de Canadá                          | Simple Plan              | 2009      |
| Bandera de Tailandia                       | Tarja Turunen            | 2009      |
| Bandera de Colombia                        | Johnie all stars         | 2009      |
| Bandera de España                          | Niña Pastori             | 2009      |
| Bandera de Estados Unidos                  | Lou Gramm                | 2009      |
| Bandera de Alemania                        | Gentleman (músico)       | 2009      |
| Bandera de España                          | Amaia Montero            | 2009      |
| Bandera de Chile                           | Kudai                    | 2009      |
| Bandera de Venezuela                       | Isa TKM                  | 2009      |
| Bandera de Argentina                       | Dios Salve a la Reina    | 2009      |
| Bandera de Australia                       | Air Supply               | 2009      |
| Bandera de Estados Unidos                  | Dora, la exploradora     | 2009      |
| Bandera de Argentina                       | Fuerzabruta              | 2009      |
| Bandera de Canadá                          | Saga (banda)             | 2009      |
| Bandera de Puerto Rico                     | Calle 13                 | 2009-2011 |
| Bandera de Argentina                       | Fito Paez                | 2009-2014 |
| Bandera de Australia                       | Franz Ferdinand          | 2010      |
| Bandera de Estados Unidos                  | Draco Rosa               | 2010      |
| Bandera de Alemania                        | The Busters              | 2010      |
| Bandera de Irlanda                         | The Cranberries          | 2010      |
| Bandera de Uruguay                         | El Cuarteto de Nos       | 2010      |
| Bandera del Reino Unido                    | The Bootleg Beatles      | 2010      |
| Bandera de Italia                          | Claudio Baglioni         | 2010      |
| Bandera de Finlandia                       | Sonata Arctica           | 2010      |
| Bandera de Inglaterra                      | Yes (banda)              | 2010      |
| Bandera de España                          | Estopa                   | 2010      |
| Bandera de Estados Unidos                  | Slash + Myles Kennedy    | 2011      |
| Bandera de Estados Unidos                  | Avenged Sevenfold        | 2011      |
| Bandera de México                          | Zoé                      | 2011      |
| Bandera de Inglaterra                      | Is Tropical              | 2011      |
| Bandera de España                          | Dani Martín              | 2011      |
| Bandera de Estados Unidos                  | Journey                  | 2011      |
| Bandera de Argentina                       | Los Pericos              | 2011-2014 |
| Bandera de Alemania · Bandera de Finlandia | Helloween + Stratovarius | 2011      |
| Bandera de España                          | Melendi                  | 2011      |
| Bandera de Estados Unidos                  | Marcos Witt              | 2011      |
| Bandera del Reino Unido                    | Asia (banda)             | 2011      |
| Bandera de España                          | Chico and The Gypsies    | 2011      |
| Bandera de Estados Unidos                  | Steve Morse              | 2012      |
| Bandera de Estados Unidos                  | John Petrucci            | 2012      |
| Bandera de Colombia                        | Bomba Estéreo            | 2012      |
| Bandera de España                          | Joaquín Cortés           | 2012      |
| Bandera de Estados Unidos                  | Hot Chelle Rae           | 2012      |
| Bandera de España                          | Bebe                     | 2012      |
| Bandera de Argentina                       | Charly García            | 2013      |
| Bandera del Reino Unido                    | Morrissey                | 2013      |
| Bandera de Puerto Rico                     | Luis Fonsi               | 2013      |
| Bandera de Estados Unidos                  | Steve Vai                | 2013      |
| Bandera de Estados Unidos                  | Dave Weiner              | 2013      |
| Bandera de Argentina                       | Miranda!                 | 2014      |
| Bandera de Italia                          | Jovanotti                | 2014      |
| Bandera de Colombia                        | Maluma                   | 2014      |
| Bandera de Corea del Sur                   | Lunafly                  | 2014      |
| Bandera de Colombia                        | J Balvin + Alkilados     | 2014      |
| Bandera de España                          | La Oreja de Van Gogh     | 2014      |
| Bandera de España                          | Ainhoa Cantalapiedra     | 2015      |
| Bandera de Estados Unidos                  | Ha*Ash                   | 2016      |
| Bandera de Estados Unidos                  | J Quiles                 | 2017      |